# تمنار
تمنار (بالأمازيغية: ⵜⵎⴰⵏⴰⵔ) هي بلدة تقع في جهة مراكش آسفي تابعة لعمالة إقليم الصويرة وتلقب بعاصمة أركان. يحدها في الشمال مدينة أكادير وتبعد عنها ب 95 كلم. المدينة تنتمي لإقليم الصويرة وتضم 9.984 نسمة (إحصاء 2004). تقع مدينة تمنار بالنسبة لمدينة الصويرة جنوبا، ومدينة أكادير شمالا، ومراكش غربا، والمحيط الأطلسي شرقا. المدينة مشهورة بالعسل الحر وزيت أركان.